# Sławomir Palacz
Sławomir Palacz (ur. 24 maja 1962, zm. 20 września 2023) – polski piłkarz, występujący na pozycji napastnika w Rakowie Częstochowa, trener.

## Życiorys
Był wychowankiem Victorii Częstochowa. W latach 1985–1995 grał w Rakowie Częstochowa. W barwach klubu rozegrał około trzysta spotkań zdobywając 87 bramek. Podczas kilku sezonów był najskuteczniejszym strzelcem drużyny. W sezonie 1994/1995 rozegrał w I lidze 24 spotkania, w których zdobył 4 gole (zaś na poziomie II ligi wystąpił 123 razy, strzelając 23 bramki).   
W 2002 grał w klubie Płomień Czarny Las i pełnił jednocześnie funkcję trenera czwartoligowej Victorii Częstochowa. Za zasługi dla rozwoju Rakowa został wyróżniony odznaką Częstochowskiego Okręgowego Związku Piłki Nożnej. Zmarł 20 września 2023, został pochowany 23 września 2023 na Cmentarzu Komunalnym w Częstochowie.  

## Sukcesy

### Klubowe

#### Raków Częstochowa
- Mistrzostwo grupy III ligiː 1989/1990
- Mistrzostwo grupy II ligiː 1993/1994